# Frans Jakob Leverentz
Frans Jakob Leverentz (även Lewerentz), född omkring 1773, död den 5 januari 1817, var en tyskfödd svensk boktryckare och rådman i Skara. 
Leverentz var gymnasieboktryckare 1793-1816 samt grundade även Vestgötha tidningar (1805) och Skara tidning (1813).